# HMS Mode (P154)

Modes vapen.

HMS Mode (P154) var en patrullbåt i svenska flottan.  Mode tillhörde under 1979–2001 den 5/48/18. patrullbåtsdivisionen (3. ytattackflottiljen) baserad i Göteborg. Fartyget var byggt på Vestermoen Hydrofoil i Mandal, Norge. Fartyget var fram till och med 1983 målat i grått med svarta band midskepps (för att dölja nedsmutsningen från avgasutsläpp vid låga farter) och med patrullbåtarnas bakåtsvepta kortvågsantenner. Beväpningen bestod av en Bofors 57 mm allmålskanon på fördäck och möjlighet att bära sex stycken sjömålsrobotar (Robot 12 Pingvin) på akterdäck. Möjlighet att lasta olika kombinationer av sjunkbomber/minor/robotar på akterdäck innebar att patrullbåtarna var det enda fartyg som kunde sättas in i alla scenario för försvarande av vår kust. Patrullbåtarna var mer moderna än dåtidens torpedbåtar, då dess spanings/eldledningsradar (ArtE 726) var den första som presenterade målen helt digitalt (robotbåtarna med början av HMS Piteå fick samma år ytterligare bättre radarsystem). För att upptäcka ubåtar var patrullbåtarna utrustade med en skrovfast hydrofon (Simrad). Detta var en något modifierad fiskehydrofon av norskt fabrikat (senare patrullbåtar med början från HMS Mjölner (P157) fick även släphydrofon på akterdäck och au-granatkastare på fördäck).

## Grundstötning hösten 1980
Under en av Modes tidiga uppdrag ingick i en nattövning på kvällen söndagen den 5 oktober 1980, att gå i militär led med hög fart. Vid tillfället rådde dålig sikt i regn. På den tidens navigationsradar fanns en funktion som hette clutter (man minskade radarns känslighet något för att undvika störningarna från regnet). Någon vred detta reglage något för mycket, och ett skär som normalt skulle funnits på skärmen försvann. Detta innebar att fartyget inte befann sig riktigt där befälen trodde vid passage in genom farleden norr om fyren Stora Oset. Man gick med hög fart rakt mot skäret Grytan och hade sina rotefartyg nära akterut. En av signalisterna upptäckte faran, larmade befälen, men det var för sent för Mode. Dock hann signalisten vända sig mot de övriga fartygen och sända en signal om fara med signallampa. På detta sätt räddade han troligtvis de andra fartygen från att råka ut för samma öde som Mode. Klockan 23:55 gick fartyget rakt upp på skäret i position 57°44′58.5″N 11°36′47″Ö / 57.749583°N 11.61306°Ö, "skalade av sig kölen" och var uppenbarligen i sjunkande tillstånd.
Genom att ha slagit larm om kollisionsfara skadade sig ingen på Mode, och reservkraftverket på akterdäck kunde snabbt startas. Den tunga helikoptern Y67 levererade länsmateriel från bogserbåten Ingemar klockan 03:30, och under ytterligare turer levererade helikoptern också en dieselgenerator och drivmedel. Med hjälp av denna utrustning kunde effektiva länsningsåtgärder hålla inströmmade vatten stången och Mode klarade sig från att sjunka. Klockan 09:10 på måndag morgon kunde den värnpliktiga besättningen lämna fartyget med båt till KA 4, och fem kvarvarande officerare lämnade slutligen också fartyget 17:45.
Torsdagen den 9 oktober firades chefen för Örlogsbas Väst, konteramiral Bengt Rasin med stab, ner till Modes däck via helikopter för att under cirka en timma bedöma skadorna på plats. Måndagen den 13 oktober lyftes fartyget av grundet med hjälp av pontonkran från Neptunbolaget, och efter en hel dags bärgningsarbete var Mode slutligen placerad på pontonflotte för transport till Nya Varvet. Fredagen den 24 oktober 1980 avrustades fartyget officiellt då befälstecknet halades.
Modes reparationer på olika platser i Sverige och Norge innebar bland annat att en ny köl fick tillverkas och en ny motorbädd fick riktas in. Mode var borta från aktiv tjänst till början av 1982. Detta innebar dock fördelar i form av möjligheter att göra modifieringar på motorer och styrsystem. Den totala gångtiden på Mode var genom detta mindre än på de fartyg som levererats samtidigt.

## Ubåtsjakt Hårsfjärden oktober 1982
Fartyget deltog i ubåtsjakten vid Hårsfjärden, och hade på kvällen den 4 oktober 1982 som uppgift att bevaka farleden vid Sandhamn. Klockan 18:20 observerar en observationspost på Sandön att ett fartyg passerar. Posten ser mycket tätt sittande skeppsljus och ett fyrkantigt torn, som uppfattas som högre än brett. Posten spanar efter för- och akterskepp men ser inget. Han ser "fartyget" försvinna bakom Sandöns nordudde. Mode närmade sig vid tillfället Sandhamn i samma led, men på motsatt kurs. Patrullbåten möter inget fartyg, men får i stället hydrofoneko med "hög doppler", det vill säga ett undervattensföremål som går mot patrullbåten. Enligt reglerna sätter Mode först in varningseld, och därefter fälls två sjunkbomber. Vid efterföljande analys bedöms kontakten som "ubåt", en av sju under ubåtsjakten vid Hårsfjärden, på grund av kombinationen med optiskt sikte från land och patrullbåtshydrofon.

## Ubåtsjakt Karlskrona september 1983
I september 1983 var hela 48. patrullbåtsdivisionen ombaserad från Göteborg till Karlskrona, bland annat för slutövning. Som final på denna övning utfördes skjutövningen H. M. Konungens pokal (skjutning med artilleri på både sjömål och luftmål). Den prestigefyllda tävlingen vanns av HMS Mode, med Magne på andraplats. Delar av besättningen fick motta priset vid en ceremoni ur landshövding Camilla Odhnoffs hand. De delar av besättningen som närvarade hann knappt ner från podiet förrän budet kom om att ubåtsjakt pågick precis utanför örlogshamnen i Karlskrona. Då delar av motsvarande Karlskrona-fartyg höll på med Muck, föll äran att försvara örlogshamnen på 48. patrullbåtsdivisionen. Fartygen i denna division var Mode, HMS Magne (P153) och HMS Väktaren (P160), med HMS Hugin (P151) och HMS Munin (P152) som lagfartyg i Göteborg.
48:e försvarade örlogshamnen i samarbete med helikoptrarna Y69 och Y70 från Ronneby. Lastbilar kom till kaj, robotarna lastades av i en fart och 24 sjunkbomber med speciella tändrör för grunt vatten lastades på akterdäck. Sträckan till spaningsområdet var väldigt kort, rakt utanför örlogshamnen. Hela kommande natt och följande morgon spanades det i för tillfället införskaffade nya ljusförstärkare på bryggan, och i SLC pågick passiv spaning med sonar. På morgonen den 3 september hördes ljuden igen, och attackorder gick till 48:e. Helikoptrarna Y69 och Y70 fick spana med sina hydrofoner, medan patrullbåtarna fick gå i snäva cirklar för att öka hastigheten till 20–25 knop. Tyvärr fick Magne problem med sitt gyro under denna manöver och fick gå till kaj. Mode och Väktaren fällde i en svår och farlig manöver alla 48 sjunkbomber (100 kg/st) i det område som helikoptrarna målanvisade i. Anfallet gav inget direkt resultat, men tre timmar senare hördes ljud som kunde tydas som att ett undervattensfordon gick söderut mellan Aspö och Tjurkö. Inga ytterligare kontakter hördes senare i området.

## Övrigt
48. patrullbåtdivisionen utsågs 1983 till "Bästa division" och Mode till "Bästa fartyg".
Tilläggas bör att Mode med besättning 1993 vann den prestigefyllda Pingvintävlingen vilken var en krigsskådeövning där fartygen efter egen spaning skulle genomföra ett fingerat robotanfall mot ytfartyg.
Under våren 1995 råkade HMS Mode ut för ännu en grundstötning strax utanför Kungsbacka. Propellrar, propelleraxlar och axelbärare skadades, men Mode kunde hjälpligt ta sig hem till hamnen i Göteborg för egen maskin.
Fartyget hade precis genomgått en smärre renovering, bland annat fått akterdäck ordentligt uppsnyggat, när man skrotade hela 48/18:e år 2001. Enda undantaget var HMS Hugin, som i befintligt skick flyttades till Göteborgs Maritima Centrum i Göteborgs hamn.